# Atrichocera celebensis
Atrichocera celebensis är en skalbaggsart som beskrevs av Stefan von Breuning 1943. Atrichocera celebensis ingår i släktet Atrichocera och familjen långhorningar.
Artens utbredningsområde är Sulawesi. Inga underarter finns listade.